# 大楠雄蔵
大楠 雄蔵（おおくす ゆうぞう、1977年5月2日 - ）は、日本のキーボーディスト、ピアニスト、オルガニスト、編曲家。大阪府出身。血液型O型。英語名は「U-zo Ohkusu」。「ギザミュージックスクール」の講師も務めている。

## 略歴
- 2003年 - ビーイングに入社し、Hills パン工場を中心に活動。以降、愛内里菜、三枝夕夏 IN dbなどのサポートミュージシャンとして活動。
- 2004年 - 大賀好修らとOOMを結成。ZARDの全国ツアーをサポート。
- 2009年 - OOMの活動を休止。
- 2012年 - 大賀、麻井寛史、車谷啓介とSensationを結成。
- 2013年 - ライブハウス大阪・北堀江hillsパン工場の10周年記念の日(3月20日)に、大賀好修、麻井寛史、車谷啓介とSensationのライブを開催。

## 編曲
- 植田真梨恵「メリーゴーランド」
- 宇徳敬子 「Kiss -piano ver.-」
- 小泉ニロ 「だんらん」
- さぁさ「花火のピアス」「snow musical」「桜ポラロイド」「月と魚たち」
- なついろ「キツく結ばれた身体」「icecream」

※編曲作品のすべてにレコーディング参加

## レコーディング参加
- 愛内里菜「Sing a Song」
- 上木彩矢「A constellation ～2007」
- 高岡亜衣「こいはなび」「It's funky music」「Cry like a river」
- 竹井詩織里「夕暮れの雨と」『The note of my twenty years』
「きっともう恋にはならない」「潮騒レター」「Like a little Love」
「夢のつづき」「最後のカーブ」「サイクル」「sweet home」
- doa「キャンドル」「RIDE ON」
- 星田紫帆「爪痕」
- 森田葉月&森川七月『Jazz Cover』